# Comte de Kergarouët
Le comte de Kergarouët est un personnage de La Comédie humaine d’Honoré de Balzac. 

## Biographie
Généreux, bon vivant, il sait faire preuve de courage dans les batailles et de délicatesse dans les rapports humains. C'est un exemplaire unique, car il est à la fois lucide sur l'humanité, et malgré tout bienveillant.
Il a soixante-douze ans dans Le Bal de Sceaux, où sa nièce, Émilie de Fontaine, refuse tout parti qui ne serait pas pair de France. Le vieil oncle la taquine tout en lui contant pour la énième fois ses exploits de marin sur la Belle Poule.
Le comte de Kergarouët a en effet un passé glorieux sur les mers, aux commandes de cette Belle Poule, où il a été amiral. Son premier mariage avec une demoiselle Kergarouët sans fortune et de caractère aigre a été un calvaire. Il a participé à la première expédition de Suffren et à la bataille d'Aboukir.
Aux Indes, il a rencontré Jean-Esther van Gobseck, épisode qu'il rappelle dans Gobseck.
Veuf en 1794 (sa femme est morte en Russie, il y fait allusion dans La Bourse), il va jouer au piquet, chaque soir, avec le chevalier d'Halga chez madame de Rouville, veuve d'un de ses anciens officiers, et dont elle n'arrive pas à obtenir une pension. Le comte de Kergarouët et son ami font exprès de perdre de l'argent pour aider cette femme délicate et sa fille Adélaïde (La Bourse).
C'est là qu'il rencontre Hippolyte Schinner et qu'il flaire entre les deux jeunes gens, Adélaïde et Hippolyte, un tendre sentiment. Il protège de son mieux Adélaïde de Rouville lorsque celle-ci devient la femme d'Hippolyte. Il fait obtenir au jeune peintre la restauration du château de monsieur de Sérisy à Arpajon, en 1821, dans Un début dans la vie.
Ses rentes augmentent à la suite d'une nouvelle loi, il est fait pair de France et nargue sa nièce, Émilie, qui n'a toujours pas trouvé d'époux selon le rang qu'elle souhaite. Elle a été très déçue de découvrir que son cher Maximilien de Longueville vendait du tissu dans une boutique.
Finalement, en 1827, Kergarouët épouse sa nièce (mariage blanc) sans trop se faire d'illusions sur elle. En 1829, il aide son petit-neveu, Savinien de Portenduère, à entrer dans la marine (Ursule Mirouët). Il meurt en 1835.
Le comte de Kergarouët est également cité dans Béatrix.